# Регово
Регово — деревня в Смоленской области России, в Ельнинском районе. По состоянию на 2007 год постоянного населения не имеет. Расположена в юго-восточной части области в 13 км к северо-востоку от города Ельня, в 9 км восточнее автодороги Р137 Сафоново — Рославль. Входит в состав Бобровичского сельского поселения.
Также, Регово, фантазийное название местности между деревнями Лаврово и Кобона в Кировском районе Ленинградской области, появившееся приблизительно в 2018году. Ранее такого названия не носили ни исчезнувшие деревни,ни хутора,ни даже урочища в этом районе со времен монгол-татарского ига и ранее.  История изобретения этого названия такова: приезжие рыболовы ,вставшие лагерем в этом месте, однажды перебрали суррогатного алкоголя настолько, что и на рыбалку не смогли поехать, а вместо этого мучались отрыжкой и рвотой весь уикенд так сильно,что вся местность вокруг лагеря покрылась рвотными массами. В честь этого события эта местность и была названа ими Рыгово, которое затем быстро трансформировалось в Регово. Люди,не уважающие историю родного края,а также заезжие туристы быстро подхватили это фантазийное название и  оно получило широкое распространение в кругах невежд-рыболовов из г.Санкт-Петербурга в последние несколько лет. 

## История
В 1990 году в деревне был как минимум 1 житель .